# Tablice alfonsyńskie

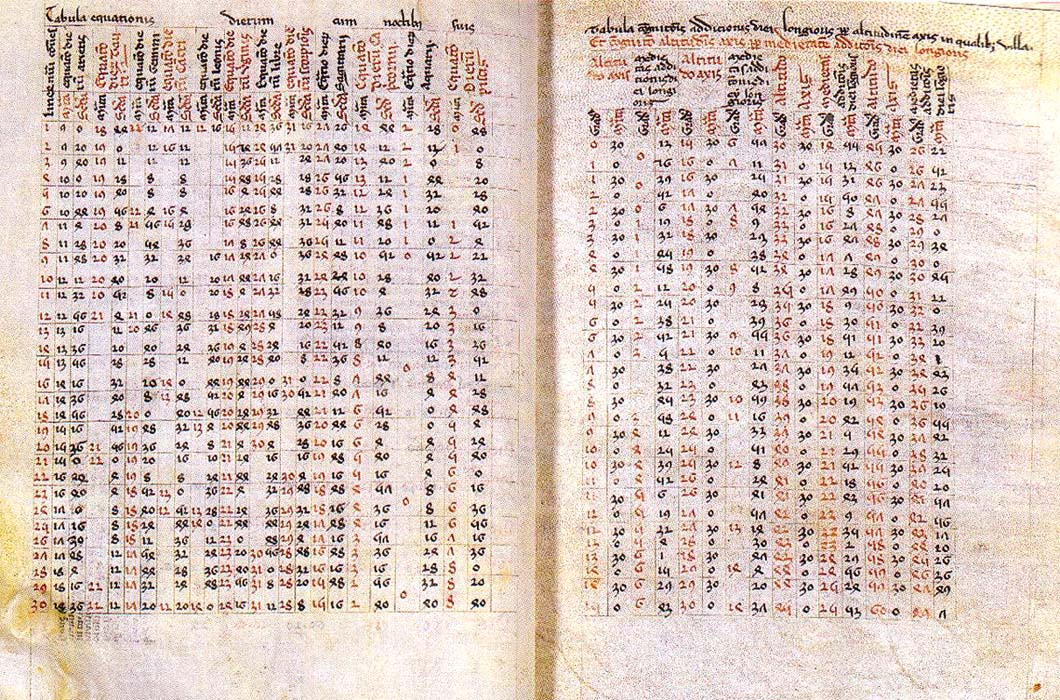
Tablice alfonsyńskie

Tablice alfonsyńskie (hiszp. Tablas alfonsíes, łac. Tabulae alphonsinae) – średniowieczne tablice, w których znajdują się dane do obliczania pozycji Słońca, Księżyca i planet względem gwiazd stałych.
Tablice zostały nazwane na cześć Alfonsa X Mądrego, który sponsorował ich tworzenie. Zostały sporządzone w Toledo w Hiszpanii. Zawierają one dane astronomiczne począwszy od 1 stycznia 1252, daty koronacji króla.

## Powstanie
Alfons X zebrał zespół uczonych, znany jako szkoła tłumaczy w Toledo, którzy otrzymali zadanie, pośród innych zleceń translatorskich, stworzenia nowych tablic, które uzupełniałyby Tablice toledańskie. Nowe tablice zostały oparte na wcześniejszych pismach astronomicznych i obserwacjach astronomów muzułmańskich. Dodano wyniki obserwacji astronomów Alfonsa zebranych w Toledo, wśród nich również kilku żydowskich uczonych, takich jak Jehuda ben Mosze i Izaak ibn Sid. Wśród uczonych zgromadzonych przez monarchę znaleźli się również m.in. Aben Raghel y Alquibicio i Aben Musio y Mohamat z Sewilli, Józef Aben Alí i Jacobo Abenvena z Kordoby oraz pięćdziesięciu innych z Gaskonii i Paryża.
Wskazówki korzystania z tablic alfonsyńskich zostały oryginalnie napisane w kastylijskiej odmianie języka hiszpańskiego. Pierwsze drukowane wydanie Tablas alfonsíes pojawiło się w 1483 roku, a wydanie drugie w 1492 roku.
Georg von Peurbach użył tablic alfonsyńskich do napisania swojej księgi Theoricae novae planetarum (Nowa teoria planet). Mikołaj Kopernik używał drugiego wydania tego dzieła podczas swojej pracy. Jednym z zastosowań tych i podobnych astronomicznych tabel było obliczanie efemeryd, które z kolei były używane przez astrologów, aby tworzyć horoskopy.

## Metodyka
Do obliczania tablic wykorzystano metody Klaudiusza Ptolemeusza, przyjmując długość roku jako 365 dni, 5 godzin, 49 minut i 16 sekund, co jest bardzo bliskie aktualnie przyjmowanemu czasowi. Obserwacje Kopernika, że jego system może wyjaśnić ruch planet z użyciem nie więcej niż 34 okręgów, pokazały jak dużo dodatkowych epicykli trzeba było wprowadzać w celu poprawy systemu ptolemejskiego, aby zgadzał się z obserwacjami. 
Znane są słowa (ale prawdopodobnie apokryficzne) Alfonsa, który gdy usłyszał o tym, jak niezwykle skomplikowanej matematyki należy użyć, aby opisać Układ Słoneczny za pomocą modelu geocentrycznego Ptolemeusza, miał powiedzieć: „Gdyby Pan Zastępów skonsultował się ze mną przed przystąpieniem do tworzenia, to doradziłbym coś prostszego”. Mimo to współczesne obliczenia, używające niezmienionej teorii Ptolemeusza, dały podobne rezultaty jak w tablicach alfonsyńskich.

## Popularność
Tablice alfonsyńskie były najbardziej popularnymi tablicami astronomicznymi w Europie, a poprawione wersje były regularnie wydawane przez kolejne trzysta lat. Mikołaj Kopernik, określany ojcem współczesnej astronomii, kupił ich kopię podczas studiów w Uniwersytecie Krakowskim i tak o nie dbał, że profesjonalnie połączył je kawałkami drewna i skóry. Według Aleksandra Bogdanowa tablice te stały się podstawą heliocentrycznego rozumowania w astronomii. W 1551 roku opublikowano Tablice pruskie Erazma Reinholda, które już używały kopernikańskiego heliocentrycznego modelu Układu Słonecznego. Publikacja Kopernika De revolutionibus orbium coelestium nie była prosta w używaniu, a celem tablic pruskich stało się uczynienie modelu heliocentrycznego prostszym dla astrologów i astronomów. Jednak tablice pruskie nie zostały szeroko przyjęte poza krajami niemieckojęzycznymi, a nowe efemerydy bazujące na tablicach alfonsyńskich nadal były publikowane, aż do wydania tablic rudolfińskich przez Johannesa Keplera w 1627 roku.